# QBZ-95
QBZ-95 (кит. 95式自动步枪) — автоматична гвинтівка китайського виробництва.
«QBZ-95» виконано по компонуванні «буллпап» і використовує (в базовій версії) новий китайський 5,8-мм проміжний патрон.

## Історія
Наприкінці 1980-х років у КНР почалася програма зі створення власного малоімпульсного патрона і зброї під нього. Відповідному боєприпасу 5,8 × 42 мм було присвоєно найменування DBP87 — за твердженнями виробника він перевершує за основними показниками патрони 5,45×39 мм та 5,56×45 мм, якими послуговуються країни блоку НАТО. Цей патрон використовувався в експериментальній системі озброєння «Type 87», що надійшла в обмежене використання деяких спецпідрозділів.
Першим серійним зразком озброєння під даний патрон стала снайперська гвинтівка QBU 88 (Type 88), виконана на основі компонування «буллпап». «QBU 88» виявився вдалим зразком озброєння і послужив основою для створення серії стрілецької зброї, представником якої є «QBZ-95».
У 1997 році «QBZ-95» приймається на озброєння Народно-Визвольної Армії Китаю. Широкій публіці він був представлений під час відновлення контролю КНР над територією Гонконгу — даними автоматами був озброєний новий гарнізон.

## Опис
Основа автоматики «QBZ-95» — газовий двигун з коротким робочим ходом поршня. Замикання ствола здійснюється поворотом затвора на 3 бойових упори. Рукоятка зведення знаходиться під знімною ручкою для перенесення на верхній частині ствольної коробки. Ударно-спусковий механізм дозволяє вести вогонь одиночними пострілами і безперервними чергами (після його модифікації можлива стрільба чергами з відсічкою). Запобіжник-перемикач режимів стрільби знаходиться у потилиці прикладу, ліворуч. Ствольна коробка виконана з алюмінієвого сплаву, а корпус зброї — з удароміцних пластмас. Вікно гільзоекстрактора розташоване з правого боку, близько до обличчя стрільця, тому ефективне використання зброї лівшами неможливо.
Можлива установка оптичних або нічних прицілів, для чого на рукоятці для перенесення є відповідні кріплення. Штатний приціл має 3 регулювання по дальності: 100, 300 і 500 м. Спускова скоба має великі розміри, що дозволяє використовувати її як передню рукоятку. Можлива установка багнет-ножа або підствольних гранатометів: 35-мм QLG91B, 40-мм LG1, 40-мм LG2 або 38-мм Riot Gun (Type B). Конструкція полум'ягасника дозволяє стріляти гвинтівковими гранатами.
Автомат «QBZ-95» отримав високі оцінки за ефективність в бою на невеликих дистанціях, однак ведення стрільби на великі відстані пов'язане з труднощами.

## Варіанти
- «QBZ-95» — базовий варіант.
  - «QBZ-95B» — варіант з укороченим стволом, призначений для спеціальних підрозділів і військово-морського флоту КНР. Конструкція вогнегасника змінена, тому відстріл гвинтівкових гранат неможливий, як і встановлення багнета або підствольного гранатомета.
  - «QBB-95 LSW» (Light Support Weapon) — варіант ручного кулемета, що оснащений довшим і важчим стволом, а також підвищеною скорострільністю. Штатно використовує барабанні магазини на 75/100 патронів.
- «QBZ-97» — варіант QBZ-95 під патрон 5,56×45 мм НАТО. Приймач магазина відповідає стандарту STANAG 4179 і може використовувати будь-які сумісні магазини (наприклад, від M16).
  - «QBZ-97B» — варіант QBZ-97 з укороченим стволом.
  - «QBB-97 LSW» — варіант ручного кулемета під патрон 5,56×45 мм НАТО.

## Країни-оператори
- КНР: Народно-визвольна армія Китаю.[1]
- Камбоджа: війська спеціального призначення та охоронники (QBZ-97, QBZ-97A, QBZ-97B та QBB-97 LSW)[2].
- М'янма: QBZ-97 на озброєнні Збройних сил М'янми[3]
- Шрі-Ланка: ВПС Шрі-Ланки та війська спеціального призначення.
- Іран: QBZ-95, QBZ-97A, і QBZ-97B Також використовується Збройними Силами Ісламської Республіки Іран